# Tron (kryptowaluta)
TRON to zdecentralizowany, oparty na blockchainie system operacyjny z funkcjonalnością smart contractów, zasadami proof-of-stake jako algorytm konsensusu i natywną kryptowalutą systemu, znaną jako Tronix (TRX). Został założony w marcu 2014 roku przez Justina Suna i od 2017 roku jest nadzorowany i kontrolowany przez Fundację TRON, organizację non-profit w Singapurze, założoną w tym samym roku. Jest to oprogramowanie open-source.
Początkowo był to token oparty na Ethereumie ERC-20, który w 2018 roku zmienił swój protokół na własny blockchain. 

## Historia
TRON został założony przez Justina Suna w 2017 roku. Fundacja TRON została założona w lipcu 2017 roku w Singapurze. Fundacja TRON zebrała 70 milionów dolarów w 2017 roku poprzez pierwszą ofertę monet krótko przed tym, jak Chiny zakazały cyfrowych tokenów. Testnet, Blockchain Explorer i Web Wallet zostały uruchomione do marca 2018 roku. Mainnet TRON został uruchomiony wkrótce potem, w maju 2018 roku, co oznaczało wydanie Odyssey 2.0 jako kamień milowy techniczny dla TRON.
W czerwcu 2018 roku TRON zmienił swój protokół z tokenu ERC-20 na Ethereum na niezależną sieć peer-to-peer. 25 lipca 2018 roku Fundacja TRON ogłosiła zakończenie przejęcia BitTorrent, usługi udostępniania plików peer-to-peer. Po tym przejęciu, w sierpniu 2018 roku, założyciel BitTorrent Bram Cohen również ujawnił, że opuszcza firmę, aby założyć osobną kryptowalutę, Chia.
Do stycznia 2019 roku TRON miał całkowitą kapitalizację rynkową na poziomie około 1,6 miliarda dolarów. Pomimo tego, niektórzy autorzy postrzegali TRON jako typowy przykład złożonej i chaotycznej natury kryptowalut. W lutym 2019 roku, po przejęciu przez Fundację TRON, BitTorrent rozpoczął sprzedaż własnych tokenów opartych na sieci TRON.
W marcu 2023 roku Sun i Tron zostali pozwani przez U.S. Securities and Exchange Commission za sprzedaż niezarejestrowanych papierów wartościowych związanych ze sprzedażą i promocją tokenów Tronix (TRX) i BitTorrent (BBT), zarzucając, że Sun i Tron zaangażowali się w wash trading na rynku wtórnym TRX w celu podniesienia jego ceny. Ośmiu celebrytów, w tym Akon, Ne-Yo, Austin Mahone, Soulja Boy, Lindsay Lohan, Jake Paul i Lil Yachty, zostało oskarżonych o promowanie tych kryptowalut bez ujawnienia, że było to sponsorowane, przy czym wszyscy oprócz Soulja Boy i Mahone zawarli ugodę z FTC za ponad 400 000 dolarów, nie przyznając się ani nie zaprzeczając zarzutom.
W lutym 2024 roku Circle ogłosiło, że przestanie wspierać token USDC na sieci Tron.